# Pustervik
För andra betydelser, se Pustervik (olika betydelser).
Pustervik är en stadsdel i Göteborg. Den är stadens minsta stadsdel med 5 hektar, varav 1 hektar utgör vatten, och avgränsas av Rosenlundskanalen, Järntorgsgatan, Nya Allén (Norra Allégatan) och Rosenlundsbron. Angränsande stadsdelar är Masthugget, Haga, och Inom Vallgraven. Området kallades tidigt även för Järnvågsområdet, efter den järnvåg som ställdes upp där 1785 och även har gett namn åt Järntorget.

## Historia

### Namnet
Namnet Pustervik påträffas tidigast 1707 genom Pusterwijk, 1814 som Pustevik och 1855 som Pustervik. Namnet har under Göteborgs historia betecknat olika platser. Från början betecknade det en vik vid stranden av Göta älv, belägen strax väster om Stora Otterhälleberget, vid den delen som kallades Lilla Otterhällan, numera Kungshöjd. Om namnets ursprung är man oeniga, men en tolkning är att det betyder "viken där man pustar". Det skulle då syfta på att de som rodde på älven gjorde ett uppehåll i Pustervik. Viken fylldes igen i slutet av 1880-talet.
En annan teori är att området har uppkallats efter det pommerska Poesterwijck-bugten, senare Putziger Wiek. Viken blev känd genom en dansk kaperiaktion där 1572, och dess namn kom sedan att användas också om andra grunda havsliknande vikar.
En tredje är att namnet är lånat från Danmark eller Skåne och går tillbaka på ordet puster, vilket var öknamnet på smeder, med tanke på deras arbete med blåsbälg. På grund av eldfaran i de gamla trähusstäderna tvingades smederna ibland att bygga sina smedjor utanför stadsporten, i detta fallet den närbelägna Karlsporten.

### 1700-talet till tidigt 1900-tal
På 1780-talet anlades en hamn för järnexport strax väster om vallgravens anslutning till älven, vid Pustervik. På platsen uppstod en enkel lager- och hantverksbebyggelse i trä som eldhärjades vid flera tillfällen. Efter branden 1947 avröjdes området och reglerades för uppförandet av Folkets hus, som stod klart vid Järntorget 1952. 
Under Järnvågens nyanläggning 1785, då den flyttades från Brunnsparken till Pustervik, blev alltså viken förvandlad till hamn och förekom på kartor under beteckningen Pustevik eller Pusterviks hamn. Järnvågen var kvar till 1892 då hamnen lades igen för att möjliggöra en förlängning av kajen från Skeppsbron.  
År 1923 flyttades benämningen Pustervik över till en stadsdel, "XI:te stadsdelen Pustervik", med byggnadskvarteren nr 1 Kaponnieren, nr 2 Regeringen och nr 3 Röda Bryggan. Vid sin tillkomst 1861 hade denna stadsdel kallats 10:de kvarteret.  
Stadsdelen började bebyggas 1854, på båda sidor om gamla Masthuggsvägen, nuvarande Järntorgsgatan (från 1886) närmast vallgraven, vilken här mellan Fisktorget och älven sedan senare delen av 1800-talet kallas Rosenlundskanalen.
När tomterna inom vallgraven började tryta bestämdes det i början av 1850-talet att den triangelformade plats som bildades av Rosenlundskanalen, Nya Allén och Kaponjärgraven skulle bebyggas. Husen skulle uppföras i sten, och mot gatan fick endast bostäder och handel förekomma. Fastighetsägarna var till största delen handelsmän. 
Vid Pusterviksplatsen fanns förut befästningsverket kaponjärens ändpunkt, vilken från kanalen stod i förbindelse med bastionen på Lilla Otterhällan, norr om Rosenlund.

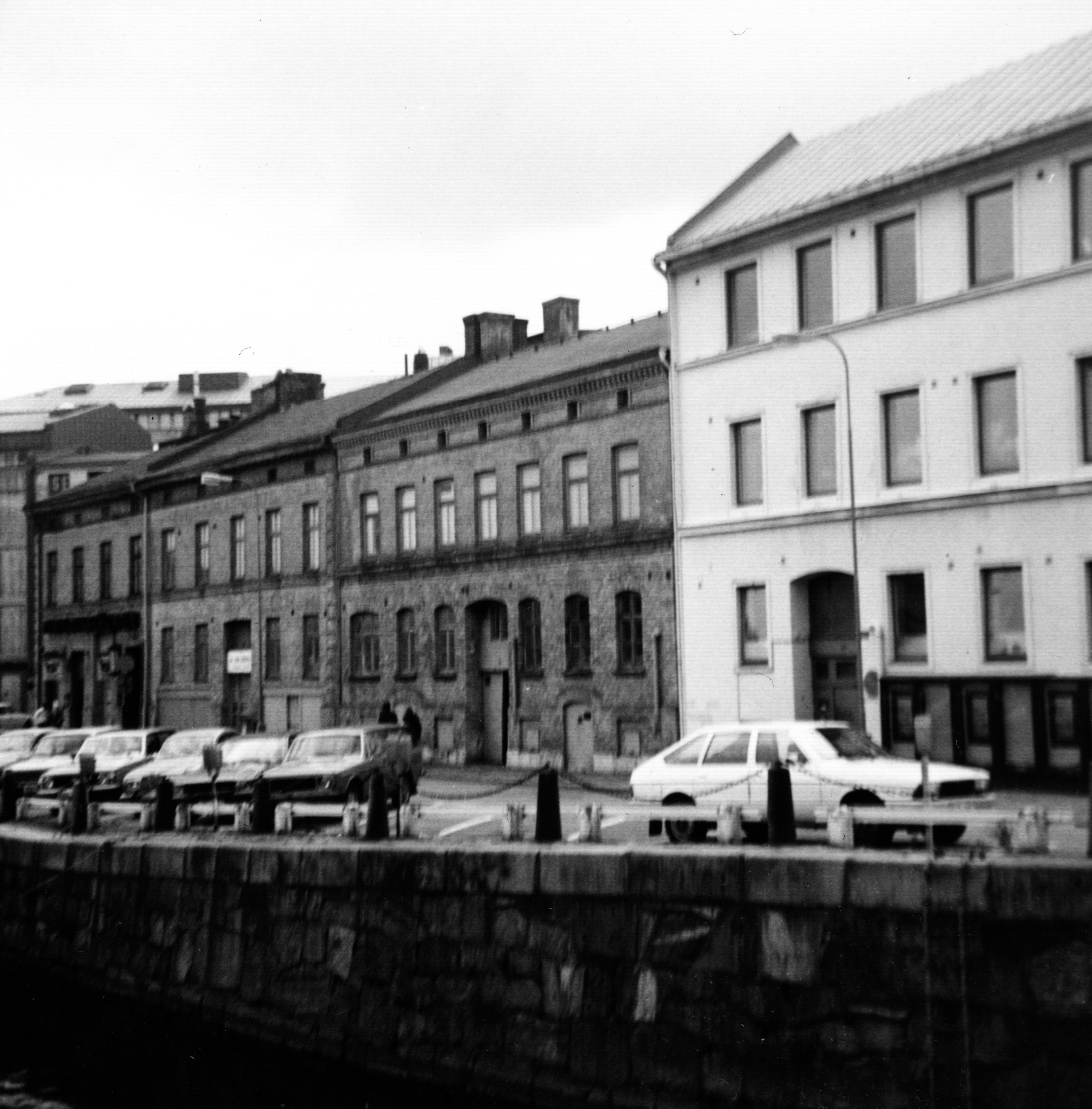
Pustervik, vy från Rosenlund, ca 1970-talet

Den franske ballongföraren Théodore Sivel startade från Pustervik den 13 augusti 1872 den första kända ballongflygningen i Göteborg. Med två passagerare flög han en drygt 10 kilometer lång sträcka och landade därefter i Partille.

### 1900-talet

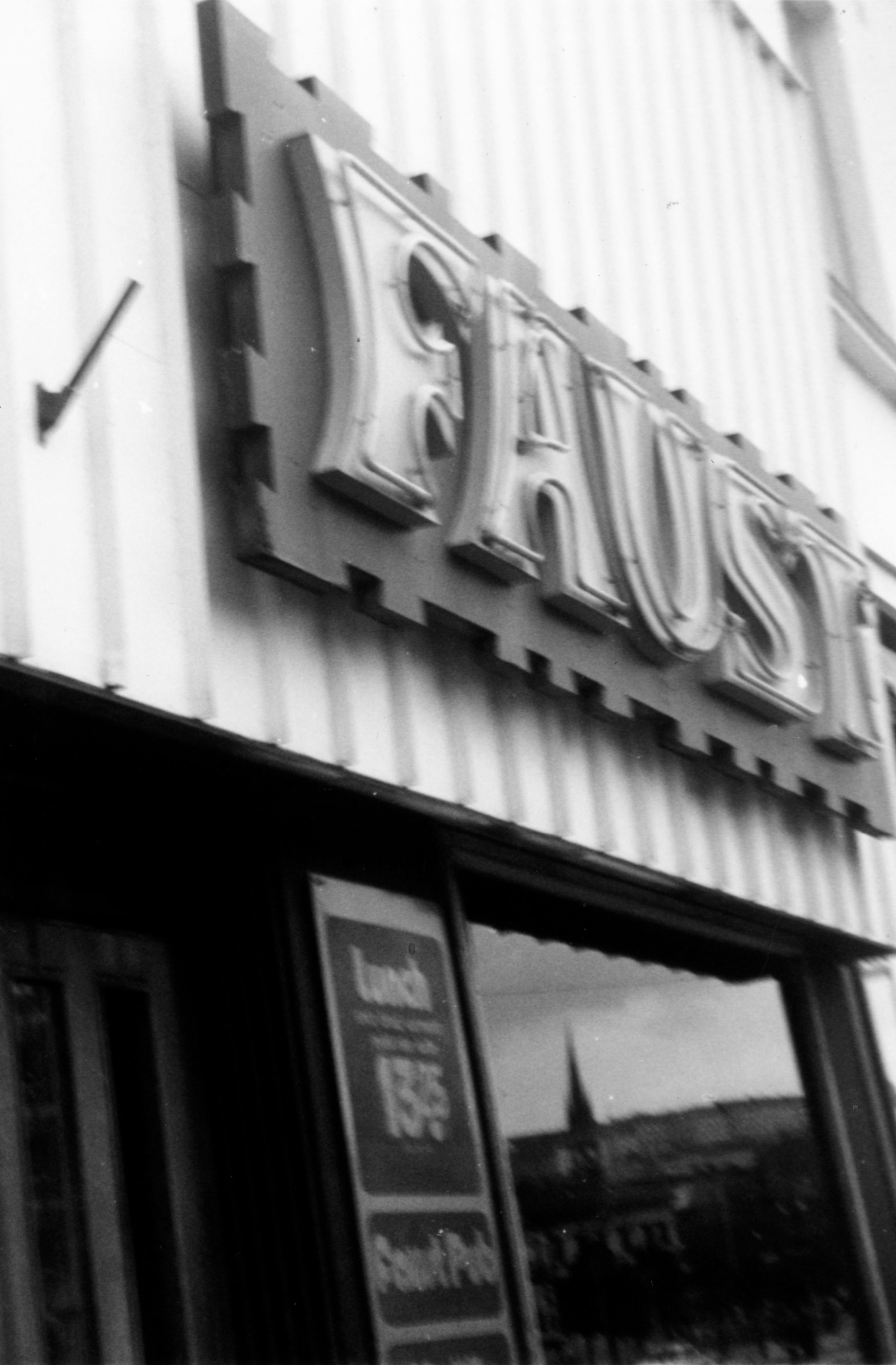
Nattklubben Faust tillhörde det lokala stadslivet i området på 1960- och 1970-talet.. Foto från 1972.

Pustervikskajen låg vid Pusterviksplatsen, och kallades i dagligt tal för "Röstenskajen" eftersom hit seglade fraktskutor med tegel. Kajen var en viktig hamn för famnved ända in på 1940-talet. Kajen uppmättes till 2 200 kvadratmeter år 1900.
Vid Pustervikskajen, över Rosenlundskanalen startade Karl Alfred Andersson vid sekelskiftet 1800/1900 en roddfärja, "Kålles färja", med måtten 3x5 meter. Det kostade ett öre att resa över kanalen till Fisketorget. Färjan slutade att gå 1916, och var då den sista av Göteborgs roddfärjor.

### 2000-talet
Under 2020-talet förbereds en större ombyggnad med nybyggen i kvarteret Röda Bryggan i Pustervik. En detaljplan med 5–8 våningar höga hus för upp till 130 bostäder togs fram av kommunen 2019. Även affärs- och kontorslokaler förbereds.
Om planerna blir verklighet innebär det en stor förändring för Pustervik, från tvåvåningshus till upp till det fyrdubbla. Det innebär också att hus från 1860-talet kommer att rivas. Minst ett av de äldre husen väntas dock restaureras och skyddas mot framtida rivning.

## Byggnadskvarter
- Kvarter 1 Kaponnieren
- Kvarter 2 Regeringen
- Kvarter 3 Röda Bryggan